# Мельник, Михаил Минович
Михаил Минович Мельник (1911—1943) — старший лейтенант Рабоче-крестьянской Красной Армии, участник Великой Отечественной войны, Герой Советского Союза (1943).

## Биография
Михаил Мельник родился 10 ноября 1911 года в посёлке Роток (ныне — в черте города Белая Церковь Киевской области Украины). После окончания неполной средней школы и двух курсов рабфака работал слесарем. В 1932 году был призван на службу в Рабоче-крестьянскую Красную Армию, после прохождения срочной службы демобилизован. В 1940 году Мельник был призван в армию. Окончил курсы младших командиров. С июня 1941 года — на фронтах Великой Отечественной войны. В боях два раза был ранен.
К сентябрю 1943 года старший лейтенант Михаил Мельник был старшим адъютантом батальона 385-го стрелкового полка 112-й стрелковой дивизии 60-й армии Центрального фронта. Отличился во время битвы за Днепр. В ночь с 22 на 23 сентября 1943 года батальон Мельника переправился через Днепр к северу от Киева и захватил плацдарм на его западном берегу. В критический момент боёв Мельник заменил собой погибшего командира батальона. Под его руководством плацдарм был успешно удержан до переправы основных сил.
Указом Президиума Верховного Совета СССР от 17 октября 1943 года за «мужество и героизм, проявленные при форсировании Днепра» старший лейтенант Михаил Мельник был удостоен высокого звания Героя Советского Союза с вручением ордена Ленина и медали «Золотая Звезда».
26 ноября 1943 года Мельник погиб в бою под Житомиром. Похоронен в селе Коваливщина Коростенского района Житомирской области Украины.